# Килва-Кисивани
Ки́лва-Кисивани (Великая Килва) — средневековый суахилийский город, руины которого сохранились на одноимённом острове, принадлежащем Танзании. В 1981 году развалины объявлены ЮНЕСКО памятником Всемирного наследия.
Территория, на которой находятся остатки города, входит в состав округа Килва в области Линди, Танзания.

## История
В XI веке остров Килва был приобретён персидским купцом Али бин Аль-Хасаном, который стал основателем города и султаната Килва. В течение нескольких последующих веков Килва выросла в большой город и торговый центр всего Восточно-Африканского побережья, распространивший свою власть вглубь континента вплоть до территории современного Зимбабве. С Зимбабве Килва торговала главным образом золотом и железом, с Танзанией — слоновой костью и рабами, а со странами Азии — тканями, ювелирными изделиями, фарфором и специями.
Уже к XII веку Килва превратилась в самый крупный и могущественный город всего побережья. К XV веку султанат достиг зенита своего могущества, захватив или подчинив себе города-государства Малинди, Момбаса, Пемба, Мафия, Занзибар, Коморы, а также Мозамбик и Софалу, и торговала с Мадагаскаром. Абу Абдаллах ибн Баттута оставил записи о своём визите в Килву в 1330 году, и восторженно отзывался о смирении и набожности местного правителя, султана Аль-Хасана ибн Сулеймана. Этим периодом датируется основание дворца Хусуни Кубва и существенная достройка Великой мечети Килвы.
В 1502 году каравеллы Васко да Гамы вошли в бухту Килвы. Один из его спутников тогда писал:

Купцы-мавры рассказывают о таинственном руднике Софала, а в местных книгах можно прочитать, что именно оттуда царь Соломон каждые три года получал золото в огромных количествах— Я познаю мир: Детская энциклопедия: Города мира. Автор Е. Чекулаева; — М.: ООО «Фирма "Издательство АСТ"»; ООО «Издательство Астрель», 1999.
Васко да Гама пытался требовать дань с богатого города, а несколько позже португальский же отряд под командованием Франсишку де Алмейды взял под контроль Килву (1505), которая и оставалась в их руках до 1512 года, пока её не захватили арабы. Город вернул своё прежнее могущество, но в 1784 году попал под власть оманской династии, правившей в Занзибаре. Позже французы основали и обустроили на северной оконечности острова форт, но город сам по себе прекратил существование в 1840-х годах. Ещё позже, с 1886 по 1918 гг. остров входил в состав Германской Восточной Африки.
Серьёзные археологические исследования начались здесь в 1950-х годах. В 1981 году Килва была объявлена объектом Всемирного наследия человечества; в список вошли Великая мечеть Килвы, дворец Мкутини, а также руины других примечательных объектов.
Во дворцах сохранился богатый орнамент, в дверных проёмах — украшенные вычурной резьбой рамы. Рядом с дворцом — султанский бассейн ёмкостью 90 000 литров воды.
- Вид сверху
- Руины дворца
- Рисунок Килвы из книги 1572 года